# Cư Suê
Cư Suê là một xã thuộc huyện Cư M'gar, tỉnh Đắk Lắk, Việt Nam.
Xã Cư Suê có diện tích 35,15 km², dân số năm 1999 là 9482 người, mật độ dân số đạt 270 người/km². Cư Suê là quê hương của hoa hậu H'Hen Niê.